# Barouche
|                        |            |
| País                   | França     |
| Data de criação        | séc. XVIII |
| Carruagens semelhantes | Caleche    |

A Barouche, do latim, birotus - duas rodas, é uma carruagem semelhante à caleche, mas com duas rodas. Era puxada normalmente por quatro cavalos e levava no máximo seis passageiros. Tinha uma cobertura removível que cobria apenas a metade traseira do veículo. Era utilizada em ocasiões menos formais, como um passeio no parque ou no campo.